# Station Żydowo
Station Żydowo is een spoorwegstation in de Poolse plaats Żydowo.